# Meroleuca famula
Meroleuca famula är en fjärilsart som beskrevs av J. Peter Maassen 1890. Meroleuca famula ingår i släktet Meroleuca och familjen påfågelsspinnare. Inga underarter finns listade i Catalogue of Life.